# إبراهيم العبادي (شاعر)
إبراهيم العبادي (1894-1981)، من شعراء الدوبيت السودانيين وأحد رواد رائد مسرح الشعر القومي السوداني.

## الميلاد والنشأة
ولد في مدينة في أم درمان، في حي العبابدة (أمام مستشفى أم درمان) في العام 1894 والتي نزح إليها أهله من بربر ومصر، وقضى طفولته الباكرة بها، ودرس في خلوة الشيخ الطاهر الشبليلوة، ثم دخل المدرسة الأولية في أم درمان الوسطى «الابتدائية آنذاك» وأخرجه والده من المدرسة بحجة أنه قد تلقى تعليماً كافياً حتى يعمل معه بزريبة المواشي بام درمان، وأرسله لمواصلة تعليمه الديني في خلوة الشيخ البدوي، حيث حفظ قدرا من القرآن الكريم مع مبادئ الفقه الاسلامي. الا ان سلاطين باشا الذي كان يعمل تحت امرة الخليفة عبدالله التعايشي تدخل و اعاده الي التعليم النظامي و تبناه حتي اكمل التعليم النظامي المتاح وقتها. و قد فتح ذلك الطريق واسعا اما ابداع العبادي بما اتاح له من اطلاع علي الاداب و الفنون وقتها.
و‌ابراهيم العبادي يعد من مواليد الفترة المهدية. وهو أحد الشعراء الذين أرسوا دعائم غناء الطميور وشارك مع الفنان محمد احمد سرور في تاسيس أغاني الحقيبة في العام 1914. وكتب العبادي العديد من الأغنيات. غنى من أشعاره: محمد أحمد سرور، خضر بشير، بادي محمد الطيب.

## أعماله الفنية

### الأغاني
- ياعازة الفراق طال.[6]

- برضي ليك المولي الموالي.[5]

- الجيدة قزاز ظبي العزاز.
- سايق الفيات.
- أغنية آلم البعاد.
- أغنية ببكى وبنوح وبصيح.
- الضاوي جبينا.
- رجال الهمة.

### مسرحيات
المك نمر وتعد من أشهر مسرحياته والتي كتبها العبادي عام 1927 وتم تمثيلها من قبل فرقة نادي الزهرة بأمدرمان 1928. وهي البداية لظهور المسرح الشعري في السودان.